# اتحادیه آفریقای شرقی
اتحادیه آفریقای شرقی (به انگلیسی: East African Federation) یک همبستگی سیاسی فدرال پیشنهاد شده در شرق قاره آفریقا برای ساختن یک کشور جدید است. گفتگوها برای ایجاد یک اتحادیه میان شش کشور مستقل تانزانیا، کنیا، اوگاندا، رواندا، بوروندی و سودان جنوبی انجام شده که در فاز بررسی است. این گفتگوها برای نخستین بار در دهه ۱۹۶۰ میلادی آغاز شدند و پنج عضو اولیه برای رهایی از فقر گرد هم آمدند و پس از ۳۵ سال رایزنی، در سال ۲۰۰۰ میلادی انجمن آفریقای شرقی آغاز به کار کرد. در سال ۲۰۱۸ میلادی یک قانون اساسی جدید توسط انجمن آفریقای شرقی نوشته شده‌است که در سال ۲۰۲۱ به مرحله اجراء خواهد رسید و کشور فدرال آفریقای شرقی در سال ۲۰۲۳ بنیانگذاری خواهد شد. احتمال دارد کشورهای بیشتری از ناحیه شرق آفریقا به این اتحادیه اضافه شوند.
دین در کشور آفریقای شرقی

## ویژگی‌های اتحادیه
پرچم کشور تازه تأسیس آفریقای شرقی در سال ۲۰۰۳ میلادی با بهره‌گیری از رنگ‌های پرچمهای ۵ کشور تانزانیا، کنیا، اوگاندا، رواندا و بوروندی طراحی شد و در سال ۲۰۱۱ زمزمه‌های پیوستن کشور تازه تأسیس سودان جنوبی به این اتحادیه شنیده شد. در سال ۲۰۱۱ میلادی پس از اینکه طراحان تجزیهٔ سودان موفق شدند کشور سودان جنوبی را ایجاد کند، سالوا کیر مایاردیت سیاستمدار سودانی موفق شد یک خط لوله جدید از جنوب سودان سابق به اتیوپی احداث نماید تا سواحل کشور سودان را دور بزند. او به این روش توانست تمامی تجارت نفتی با کشور سودان سابق را قطع کند و ناحیه جنوبی را مستقل نماید و خود رئیس‌جمهور شود. خط لوله جدید از راه خاک اتیوپی به بندر جیبوتی وصل شد تا از سواحل کشور سودان دور گردد. در سال ۲۰۱۶ میلادی ۵ کشور بنیانگذار این طرح، با پیوستن سودان جنوبی به اتحادیه موافقت کردند و سرانجام سودان جنوبی در همان سال به اتحادیه آفریقای شرقی پیوست. کشور آفریقای شرقی با مساحت ۲٬۴۶۷٬۲۰۲ کیلومتر مربع دهمین کشور بزرگ جهان از نظر مساحت خواهد بود و پس از نیجریه پرجمعیت‌ترین کشور آفریقایی لقب خواهد گرفت. یکای پول کشور جدید شیلینگ آفریقای شرقی نام خواهد داشت که با نام و تصویر پادشاهان بریتانیا همانند ادوارد هشتم، جرج پنجم، جرج ششم و الیزابت دوم ضرب خواهد شد. درصورت تشکیل، این کشور با جمعیت بیش از ۱۷۸ میلیون نفر از کشورهای روسیه، ژاپن و مکزیک پرجمعیت‌تر خواهد شد. زبان سواحلی به عنوان زبان میانجی و زبان انگلیسی به عنوان زبان دوم کشور به کار خواهد رفت و شهر آروشا نیز به عنوان پایتخت پیشنهاد شده‌است. انتظار می‌رود اقتصاد کشور جدید آفریقای شرقی سالیانه ۴۷۲ میلیارد دلار تولید ناخالص ملی داشته باشد که موجب می‌شود به چهل و سومین اقتصاد برتر جهان تبدیل شود. با این حساب کشور آفریقای شرقی به قوی‌ترین اقتصاد آفریقا تبدیل خواهد شد و کشورهای مصر، نیجریه، آفریقای جنوبی و الجزایر در رده‌های دوم تا پنجم قاره آفریقا جای خواهند داشت. سرانه تولید ناخالص داخلی این کشور نیز ۲٬۶۳۸ دلار خواهد شد که موجب می‌شود کشور آفریقای شرقی در جایگاه ۱۶۴ در سرانه تولید جهان جای بگیرد. یووری موسونی ادعا کرد که طرح آفریقای شرقی باید اولویت اصلی رئسای جمهور این کشورها باشد. در سال ۲۰۱۸ یک طرح فدرال با قانون اساسی ناحیه‌ای ارائه شد که در سال ۲۰۲۱ اجراء خواهد شد.

## نگارخانه

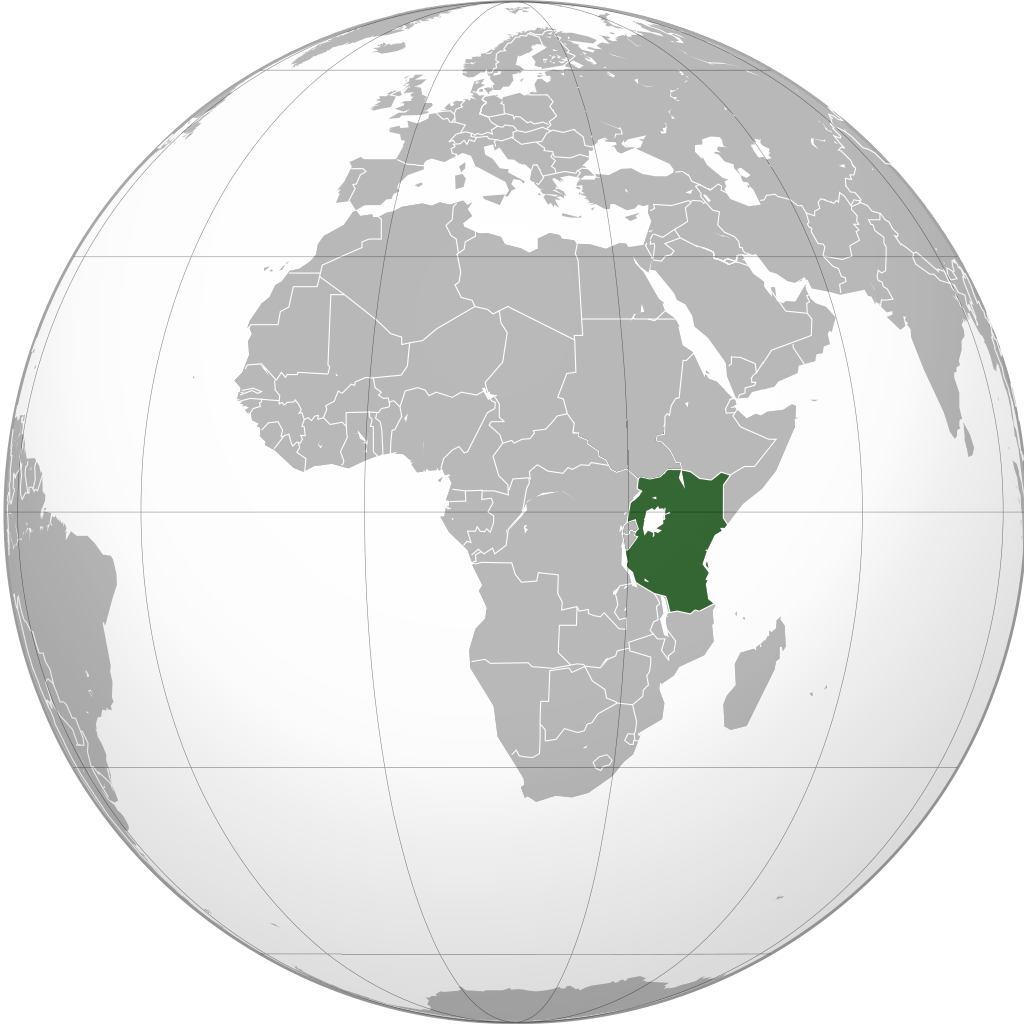
طرح اولیه کشور آفریقای شرقی در دهه ۱۹۶۰ میلادی. در آغاز این طرح، شامل ۵ کشور اصلی بوده‌است و سودان جنوبی در سال ۲۰۱۶ به آن اضافه شد.